# Station Łochów
Station Łochów is een spoorwegstation in de Poolse plaats Łochów.